# Szirikit-gát
A Szirikit-gát töltésgát a Nan-folyón, amely a Csaophraja-folyó mellékfolyója, a thaiföldi Uttaradit tartományban. A gát a Phi Pan Nam-hegység délkeleti végén található. A gátat öntözés, árvíz-szabályozás és vízerőmű céljával építették. Nevét Szirikit királynőről kapta.

## Története
A Szirikit-gát a Csao Phraja medence többi gátjához hasonlóan az 1950-es évek után épült, azért, hogy kihasználják a medence kínálta mezőgazdasági és vízerőművi lehetőségeit. A gát előkészületi munkálatait végül 1968-ban kezdték és 1972-ben készültek el vele. Az erőművet és a három egységet 1974-ben adták át, a negyediket csak 1995-ben. Azelőtt 1964-ben a Bhumibol-gátat készítették el a Ping-folyón, Csao Phraja másik nagy mellékfolyója. A Bhumibol-gát és a Szirkit-gát együttesen a Csao Phraja éves vízhozamának 22%-át kapja meg. A két gát együttesen 1,2 millió hektár földterület öntözésére képes az esős évszakban és fél millió hektárra a száraz évszakban.

## Műszaki adatai

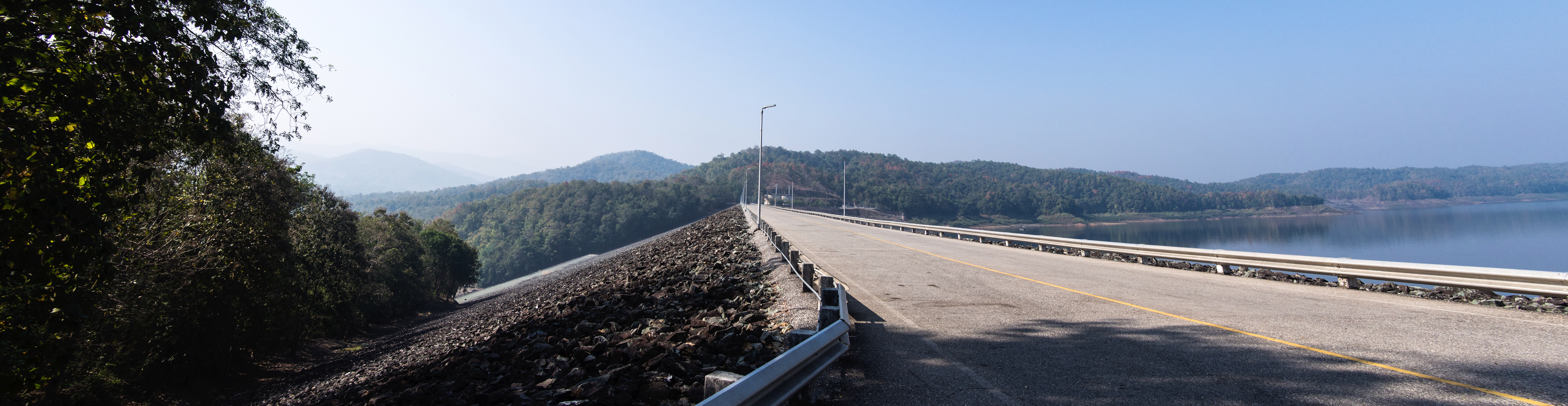
A gát panorámája - jobb oldalon a Nan-folyó tározója.

A töltésgát 114 méter magas és 800 méter hosszú és 630 méter széles az alapoknál és 12 méter a gerincénél. A gát közel 10 millió m³ víz tározására képes, amelyből közel 7 millió m³ aktív vagy „hasznos” tárhely. A tározó felszínének területe 259 km². A gát árapasztóját egy csatorna jelenti két sugárirányú kapuval, amelynek áteresztőképessége 3250 m³ másodpercenként. A gáton működő erőműben négy 125 MW Francis turbina működik 500 MW kapacitással.